# 마두라관박쥐
마두라관박쥐(Rhinolophus madurensis)는 관박쥐과에 속하는 박쥐의 일종이다. 술라웨시관박쥐의 아종으로 간주하기도 한다. 인도네시아 마두라섬과 캉지안 제도에서 발견된 7점의 표본만이 알려져 있으며, 모식 산지는 마두라섬 수므늡이다. 국제 자연 보전 연맹(IUCN)이 "취약종"으로 분류하고 있다.

## 같이 보기
- 술라웨시관박쥐